# (4255) Spacewatch
(4255) Spacewatch est un astéroïde de la ceinture principale.

## Description
(4255) Spacewatch est un astéroïde de la ceinture principale. Il fut découvert par le programme Spacewatch le 4 avril 1986 à Kitt Peak. Il présente une orbite caractérisée par un demi-grand axe de 3,968 UA, une excentricité de 0,1534 et une inclinaison de 2,609° par rapport à l'écliptique.
Il fut nommé en l'honneur du programme Spacewatch.

## Compléments